# Super TV2
A Super TV2 a TV2 Csoport 2012. november 2-án indult, általános szórakoztató televíziócsatornája. A csatorna a Cool TV és a Viasat 3 fő versenytársa.
A csatorna hangja 2012-től 2018-ig Náray Erika volt, jelenlegi hangja Schmidt Andrea.

A csatorna reklámidejét az Atmedia értékesíti.

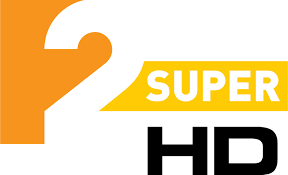
HD felbontást jelző logó

## Története
A csatorna neve Super TV2 lett, de még 2012 elején levédésre kerültek a „TV+”, „TV2 Plus”, „TV2 Extra” nevek is, ami azt jelenti, hogy akkor még nem döntöttek a névről, de már lehetett tudni, hogy a FEM3 és a PRO4 után új kábelcsatornát indít a TV2, ami azután szinte biztosnak tűnt, hogy a konkurens RTL Klub tulajdonosa bejelentette az RTL II indulását.
A csatornának 2012. július 16-án indult el a hivatalos Facebook oldala, ekkor vált véglegessé a neve. Eredetileg Nagy-Britanniában jegyezték be, de 2016 júliusában a TV2 Csoport átköltöztette az adást Romániába. A fent leírtak révén a műsorokra a magyarnál szigorúbb román szabályozás vonatkozik, és a felügyeletét is a román CNA médiahatóság látja el, noha a tévé magyar nyelvű műsorait Magyarországon készítik és terjesztik. A prémiumcsatorna indítására azért volt szükség, mert a reklámadó és a növekvő televíziópiac (One Földfelszíni TV) miatt kevesebben nézik a TV2 műsorát. Műsorában megtalálható volt a megújult Hal a tortán, a TV2 egyes műsorainak előpremierjei, emellett A nagy duett második évadját is ezen a csatornán láthatták a nézők. A csatorna tesztadása 2012. október 10-én indult.
2016. augusztus 29-én a TV2 Csoport nagyszabású portfólióbővítése részeként, a Super TV2 becsatlakozott harmadikként a legnagyobb kereskedelmi tévék közé, és új, felfrissített arculatot kapott, melyet a TV2 Csoport kreatív csapata valósított meg, s a műsorokhoz szorosan kapcsolódik. Ide költözött a Jóban Rosszban, itt voltak láthatók a Star Academy háttérműsorai, és az Édes élet és onnantól már több, mint 4 óra saját gyártású műsor köszönt vissza a képernyőn naponta.
2023. február 1-én megszűnt a HD felbontást jelző logója.

## Saját gyártású műsorai

### Jelenlegi műsorok

#### Főműsoridős show-műsorok
| Műsor címe   | Bemutató           | Évad    | Státusz | Premier műsorsáv | Forrás |
| ------------ | ------------------ | ------- | ------- | ---------------- | ------ |
| Hal a tortán | 2022. november 21. | 4. évad | adásban | hétköznap este   | [ 13 ] |

### Befejezett műsorok

#### Szkriptelt sorozatok
| Sorozat címe       | Bemutató            | Évadok száma | Epizódok száma | Megjegyzés                         |
| ------------------ | ------------------- | ------------ | -------------- | ---------------------------------- |
| Bűnök és szerelmek | 2013. augusztus 26. | 1            | 115            | A 2. évad futott a Super TV2-n     |
| Jóban Rosszban     | 2016. augusztus 29. | 6            | 1366           | A 13–18. évad futott a Super TV2-n |
| Marsra magyar!     | 2024. január 6.     | 1            | 13             | Az RTL-en folytatódott             |
| Mintaapák          | 2021. november 8.   | 1            | 30             | A 3B évad futott a Super TV2-n     |

#### Főműsoridős show-műsorok
| Műsor címe                           | Bemutató             | Megjegyzés                                        |
| ------------------------------------ | -------------------- | ------------------------------------------------- |
| A bűn logikája                       | 2018. július 7.      |                                                   |
| A Nagy Duett                         | 2013. február 10.    | A TV2-n folytatódik                               |
| Annyit ésszel, mint erővel           | 2017. november 4.    |                                                   |
| Csajok, pasik, Balaton               | 2017. augusztus 28.  |                                                   |
| Dalfutár                             | 2016. november 18.   | A Spektrum Home-on folytatódott                   |
| Danny Blue – A Tudatfeletti          | 2016. december 27.   |                                                   |
| Édes élet                            | 2016. augusztus 29.  |                                                   |
| Extrém Activity                      | 2016. szeptember 14. | A TV2-n folytatódott                              |
| Hajós a dobozban                     | 2014. február 22.    |                                                   |
| Hal a tortán                         | 2013. március 3.     | A 2008–2013 közötti változat A TV2-n folytatódott |
| Inspiráló Nők Estje                  | 2018. május 19.      |                                                   |
| Kasza!                               | 2014. március 16.    | A TV2-n folytatódott                              |
| Magyarok Világszépe                  | 2022. augusztus 27.  |                                                   |
| Money or Love – Fogadj a szerelemre! | 2022. szeptember 5.  |                                                   |
| NaNee!                               | 2014. február 24.    |                                                   |
| Oltári történetek                    | 2022. február 21.    |                                                   |
| Pimaszúr ottalszik                   | 2014. december 9.    | A RTL II-n folytatódott Pimaszúr átcuccol címen   |
| Power of Love – A szerelem ereje     | 2023. szeptember 11. |                                                   |
| Sztárban sztár +1 kicsi              | 2016. november 27.   |                                                   |
| Veled is megtörténhet!               | 2013.                |                                                   |

#### Rövid nem-szkriptelt/egyéb műsorok
| Műsor címe                       | Bemutató             | Megjegyzés                            |
| -------------------------------- | -------------------- | ------------------------------------- |
| Az álomotthon                    | 2023. november 11.   | A TV2-n folytatódott                  |
| Big Shot                         | 2023. október 29.    | A TV2-n folytatódott                  |
| Brandépítők                      | 2024. január 6.      |                                       |
| Csodás vidék                     | 2019. augusztus 4.   |                                       |
| Hungarikumokkal a világ körül    | 2018. január 5.      | A TV2-n folytatódott                  |
| Magellán                         | 2016. március 11.    |                                       |
| Olimpiász                        | 2016. július 3.      |                                       |
| Pole Pozíció magazin             | 2023. szeptember 17. |                                       |
| Rising Star – A falon túl        | 2014. október 26.    | A Rising Star kísérőműsora            |
| Star Academy Backstage           | 2016. augusztus 29.  | A Star Academy kísérőműsora           |
| Star Academy Warm-up             | 2016. augusztus 29.  | A Star Academy kísérőműsora           |
| Super Aktív                      | 2012. november 2.    |                                       |
| Super Mokka                      | 2012. november 2.    |                                       |
| Super Tények                     | 2012. november 2.    |                                       |
| Sztárban sztár Afterparty        | 2015. szeptember 27. | A Sztárban sztár kísérőműsora         |
| Sztárban sztár leszek! Backstage | 2021. szeptember 4.  | A Sztárban sztár leszek! kísérőműsora |
| Szülőszoba Újratöltve            | 2017. december 23.   |                                       |
| The Voice Backstage              | 2012. október 12.    | A The Voice kísérőműsora              |

## Műsorvezetők

### Korábbi műsorvezetők
- Ábel Anita: Extrém Activity
- Andor Éva: Super Tények
- Azurák Csaba: Super Tények
- Bányai Miklós: Voices Backstage
- Demcsák Zsuzsa: Money or Love - Fogadj a szerelemre
- Fenyő Iván: Super Mokka
- Gáspár Bea: Hal a tortán
- Gombos Edina: Super Aktív
- Hajós András: Dalfutár, Hajós a dobozban
- Kandász Andrea: Szülőszoba Újratöltve, Olimpiász
- Kovács Patrícia: Super Mokka
- Lang Györgyi: Super Mokka
- Liptai Claudia: Extrém Activity, Super Mokka, A nagy duett
- Majka: Nanee!, Rising Star-a falon túl
- Miskovits Marci: Star Academy Warm Up, Backstage
- Nagy Réka: Star Academy Warm Up, Backstage
- Ördög Nóra - Big Shot
- Papp Gergő: Pimaszúr ottalszik
- Pachmann Péter: Super Tények
- Szorcsik Viktória - Power of Love – A szerelem ereje
- Till Attila: Sztárban sztár +1 kicsi, A nagy duett, Super Mokka
- Váczi Gergő: Magellán, Super Mokka
- Várkonyi Andrea: Super Tények